# Gelatina balística

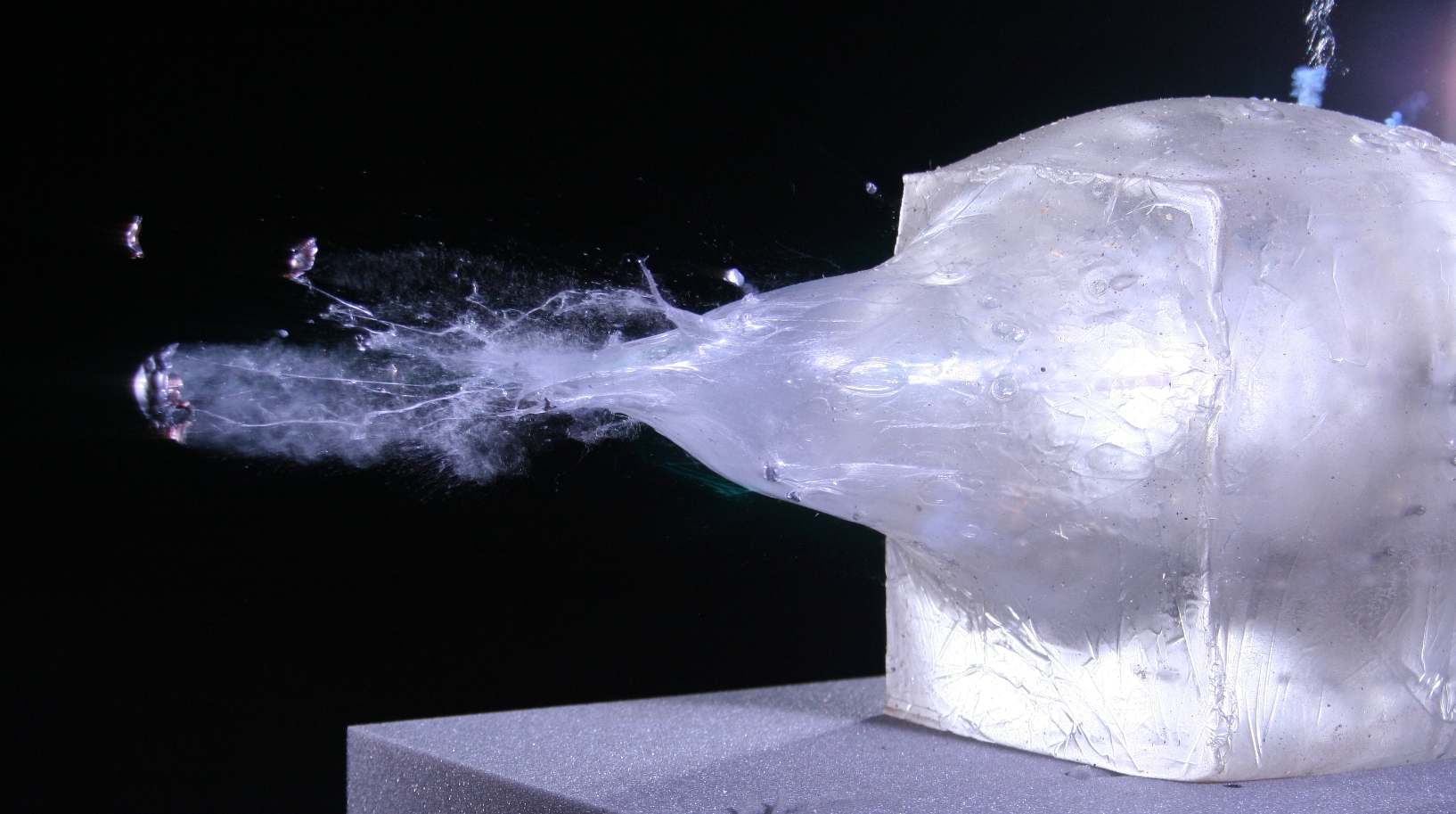
Fragmentação terminal de um um projétil de calibre .243 em gelatina balística sintética.

A gelatina balística é um um tipo de solução gelatinosa originalmente desenvolvida para simular os efeitos de ferimentos de bala no tecido muscular animal. Apesar da densidade e viscosidade da gelatina balística serem semelhantes às do tecido mole animal, deve ficar claro que ela é apenas uma representação de partes de um corpo animal com o objetivo de padronizar testes e ensaios de forma consistente.
Muito usada para perícias, a fim de recriar as cenas de crimes, analisar os danos causados por projéteis ou até mesmo golpes sobre o corpo. Ela foi desenvolvida e melhorada por Martin Fackler e outros da área da balística de ferimentos.

## Histórico de uso
Depois do Tiroteio de Miami de 1986, o FBI introduziu seu próprio protocolo de testes com gelatina balística em dezembro de 1988, e rapidamente se tornou popular entre as agências policiais dos EUA, gerando inclusive, uma evolução no produto, chamado de gelatina sintética (synthetic gelatin).
Os requisitos desse protocolo em relação à penetração balística na gelatina em testes a distâncias de 10 pés (3 metros), são:
- mínimo aceitável 12" (30,5 cm);[7]
- máximo desejável 18" (45,7 cm);[7]
- intervalo ideal de 14" (35,6 cm) a 16" (40,6 cm).[8]

## Características

### Gelatina natural
A fórmula original do FBI faz uso de uma gelatina comercial com as seguintes características:
- Solubilidade: deve dissolver-se rapidamente numa solução, se processo de dissolução do pó de gelatina balística demorar, há risco de comprometer as características do produto final.
- Resistência (ou "valor bloom"): de 250 ± 5 (tendo em mente que gelatinas para fins alimentícios, têm nível de resistência médio de ± 10).
- Viscosidade: de 46 mps (tendo em mente que gelatinas para fins alimentícios, têm nível de 42 ± 4 mps.
- Turbidez: deve ser o mais translúcida possível, 25 ntu é o limite máximo de turbidez desejado.

Preparação: dissolver uma parte (por massa) de gelatina do tipo A, com 250 de fator bloom, em nove partes (por massa) de água quente (10% portanto) e depois resfriada a 4 °C (39 °F). A água não deve ser aquecida além de 40 °C (104 °F) sob pena de alteração significativa da performance balística do produto final.
Alternativas
Outras agências como o National Institute of Justice, o United States Secret Service, a US Navy e o Immigration and Naturalization Service estavam fazendo testes com fórmulas de gelatina a 20% com diferentes objetivos de penetração, de acordo com a necessidade de cada uma delas.
Essa composição a 20% também foi utilizada pela OTAN em sua fórmula mais antiga, resfriada a 10 °C (50 °F), mas essa solução custa mais para preparar, pois utiliza o dobro da quantidade de gelatina. Desde a adoção generalizada do protocolo do FBI, com gelatina balística natural a 10% todos os testes sérios realizados nos Estados Unidos foram conduzidos com essa fórmula, promovendo um elevado grau de padronização.
Calibração
Para garantir resultados precisos, imediatamente antes do uso, o bloco de gelatina é calibrado disparando uma BB de aço calibre .177 (4,5 mm) padrão de uma pistola de ar comprimido sobre um cronógrafo de pistola na gelatina, e a profundidade de penetração é medida. Embora os métodos exatos de calibração variem ligeiramente, o método de calibração usado pela Unidade Nacional de Armas de Fogo do Serviço de Imigração e Naturalização dos Estados Unidos é bastante típico. Requer uma velocidade de 183 ± 3 m/s (600 ± 10 pés/s) e uma penetração do BB entre 8,3 e 9,5 cm (3,3–3,7 pol.).
Em seu livro Bullet Penetration, o especialista em balística Duncan MacPherson descreve um método que pode ser usado para compensar a gelatina balística que proporciona uma penetração de projéteis BB que está errada em vários centímetros (até duas polegadas) em qualquer direção. A Figura 5-2 do livro de MacPherson, com a legenda: "Velocity Variation Correction to Measured BB Penetration Depth", pode ser usada para fazer correções na profundidade de penetração do BB quando a velocidade medida do BB estiver dentro de ±10 m/s de 180 m/s. Este método também pode ser usado para compensar erros dentro da tolerância permitida e normalizar resultados de diferentes testes, pois é prática padrão registrar a profundidade exata da penetração do BB de calibração.

### Gelatina sintética
Os géis balísticos feitos de gelatina natural (colágeno hidrolisado) são tipicamente de cor amarelo-marrom translúcido e geralmente não são reutilizáveis. Os substitutos sintéticos mais caros são projetados para simular as propriedades balísticas da gelatina natural, embora inicialmente sejam incolores e transparentes. Alguns géis sintéticos também são reutilizáveis, uma vez que podem ser derretidos e reformados sem afetar as propriedades balísticas dos géis.
Fórmula
A gelatina balística sintética é normalmente feita de um óleo e um polímero em vez de gelatina e água. A mistura mais comumente usada é de óleo mineral branco com polímero de estireno, cujos mais usados incluem:
- estireno-butadieno-estireno;
- isopreno-estireno;
- estireno-etileno-butileno-estireno (SEBS);
- estireno-etilenopropileno;
- estireno-etileno;
- estireno-butadieno; e
- estireno-isopreno.

Sendo o SEBS a opção mais usada atualmente.
Características
Essas características foram descobertas por Darryl D. Amick em 2005 e registradas por ele em 2007.
- O gel geralmente inclui cerca de 12% a 22% em peso do polímero, mas depende de quais polímeros são usados.
- As temperaturas de aquecimento variam dependendo do polímero e do óleo usados, mas nunca devem ultrapassar 275° Fahrenheit.
- A solução de polímero e óleo é extremamente sensível à umidade – quando a umidade entra em contato com a solução, formam-se bolhas quando o calor é aplicado.
- O polímero não deve ser adicionado ao óleo aquecido como a gelatina é à água; o polímero e o óleo devem ser misturados quando não houver calor.
- É recomendado um período de repouso do produto após a mistura do polímero e do óleo para evitar a formação de bolhas quando o calor é aplicado. Esse período de repouso podem chegar até 12 horas se o ar estiver acima de 15 °C (60 °F), ou pelo menos 24 horas se o ar estiver em temperaturas mais baixas.

Uma formulação mais recente (de 2015), foi publicada pelo Exército dos Estados Unidos que prevê a mistura de 32,5% de estireno-b-etileno-co-butileno-b-estireno (SEBS) com 67,5% de óleo mineral por peso. Foram feitos testes e ensaios que comprovaram a equivalência de comportamento balístico em relação à fórmula original.

## Desenvolvimento e outros usos
Como a gelatina balística imita razoavelmente bem as propriedades do tecido muscular, tem sido o meio preferido (em relação a cadáveres suínos reais) para comparar o desempenho de balística terminal de diferentes munições, seja ela a gelatina natural ou a sintética. Outras formulações têm sido desenvolvidas e apresentadas.
Devido a essas características, a gelatina balística vem sendo empregada para além da sua finalidade original, como por exemplo:
- na medicina, para o ensino de técnicas de sutura,[24] e para avaliar o comportamento de agulhas fleíveis em cirurgias minimamente invasivas[25]
- na cosmética para treinar a pressão e profundidade da agulha em procedimentos de micropigmentação1 e da caneta pressurizada em procedimentos de intradermoterapia.2